# Райтер, Йозеф
Йозеф Райтер (нем. Josef Reiter, род. 8 января 1959 года) — австрийский дзюдоист (7-й дан), призёр Олимпийских игр, пятикратный чемпион Австрии.
Йозеф Райтер родился в 1959 году в Нидервальдкирхене. В 1980 году принял участие в Олимпийских играх в Москве, но не завоевал медалей. В 1984 году стал обладателем бронзовой медали на Олимпийских играх в Лос-Анджелесе. В 1988 году принял участие в Олимпийских играх в Сеуле, но не завоевал медалей.
Известные воспитанники — Сильвия Шлагнитвайт (Эренгрубер), Марианне Моравек-Холленштайнер, Роланд Каспер, Георг Райтер, Даниэль Аллершторфер.